# Polyscias aemiliguineae
Polyscias aemiliguineae là một loài thực vật thuộc họ Araliaceae. Đây là loài đặc hữu của Réunion. Chi Polyscias It là một shrub hoặc tree, evergreen, hermaphroditic, andromonoecious hoặc dioecious, unarmed, often glabrous, some with sharply aromatic herbage. Leaves 1-5-pinnately compound, margins entire to crenate hoặc serrate; stipules sometimes intrapetiolar and adnate to inside of petiole hoặc absent. Inflorescence a terminal panicle of umbels, heads hoặc spikes, sometimes with a terminal umbel of bisexual flowers and 1 to several lateral umbels of male flowers. Pedicel articulate below ovary. Calyx undulate hoặc with 4 hoặc 5(-8 hoặc more) small lobes. Petals 4 hoặc 5(-8 hoặc more), valvate. Stamens as many as petals. Ovary 4 hoặc 5(-8 hoặc more) carpellate; styles free hoặc rarely connate at base. Fruit a drupe, terete hoặc laterally flattened. Seeds compressed, endosperm smooth.